# Super ShowDown 2018
Super ShowDown (2018) was een professioneel worstel-pay-per-view (PPV) en WWE Network evenement dat georganiseerd werd door WWE voor hun Raw, SmackDown en 205 Live brands. Het was de 1ste editie van Super Show-Down en vond plaats op 6 oktober 2018 in het Melbourne Cricket Ground in Melbourne, Victoria, Australië.

## Matches
| Nr. | Match | Winnaar(s)                      | Opmerkingen                                                                                     | Bron  |
| --- | --- | ------------------------------- | ----------------------------------------------------------------------------------------------- | ----- |
| 1   | The New Day (Kofi Kingston & Xavier Woods) (c) (met Big E) vs. The Bar (Cesaro & Sheamus)                              | The New Day                     | Tag Team match voor het WWE SmackDown Tag Team Championship.                                    | [ 2 ] |
| 2   | Charlotte Flair vs. Becky Lynch (c)                                                                                    | Charlotte Flair                 | Eén-op-één match voor het WWE SmackDown Women's Championship. Flair won door diskwalificatie.   | [ 2 ] |
| 3   | John Cena & Bobby Lashley vs. Elias & Kevin Owens                                                                      | John Cena & Bobby Lashley       | Tag Team match.                                                                                 | [ 2 ] |
| 4   | The IIconics (Billie Kay & Peyton Royce) vs. Asuka & Naomi                                                             | The IIconics                    | Tag Team match.                                                                                 | [ 2 ] |
| 5   | AJ Styles (c) vs. Samoa Joe                                                                                            | AJ Styles                       | No Countout en No Disqualification match voor het WWE Championship. Styles won door submission. | [ 2 ] |
| 6   | Ronda Rousey en The Bella Twins (Brie Bella & Nikki Bella) vs. The Riott Squad (Ruby Riott, Liv Morgan en Sarah Logan) | Ronda Rousey en The Bella Twins | Six-Woman Tag Team match.                                                                       | [ 2 ] |
| 7   | Buddy Murphy vs. Cedric Alexander (c)                                                                                  | Buddy Murphy (nc)               | Eén-op-één match voor het WWE Cruiserweight Championship.                                       | [ 2 ] |
| 8   | The Shield (Dean Ambrose,Seth Rollins en Roman Reigns ) vs. Braun Strowman, Dolph Ziggler en Drew McIntyre             | The Shield                      | Six-Man Tag Team match.                                                                         | [ 2 ] |
| 9   | Daniel Bryan vs. The Miz                                                                                               | Daniel Bryan                    | Eén-op-één match om Number One Contender te worden voor het WWE Championship.                   | [ 2 ] |
| 10  | Triple H (met Shawn Michaels) vs. The Undertaker (met Kane)                                                            | Triple H                        | No Disqualification match.                                                                      | [ 2 ] |